# Budapest Honvéd Football Club
Maillots
Actualités
Le Budapest Honvéd Football Club est un club de football hongrois basé à Budapest.

## Histoire
Le club fut fondé sous le nom de Kispest du nom d'un quartier de Budapest (rattaché maintenant au District XIX de Budapest). C’était l’un des plus importants de la capitale hongroise et comprenait des sections de cyclisme, de football, d’escrime, de gymnastique, de lutte, de boxe et de tennis
Kispest fut renommé Honvéd (littéralement « défenseur de la patrie ») en 1949 après que le Ministère de la défense et l'armée hongroise l'eurent pris en main. Ces derniers se procurèrent les services des meilleurs joueurs du championnat en échange d'un grade d'officier dans l'armée (ceux qui refusaient devenaient de simples soldats et devaient faire leur service militaire). 
Du fait de sa position, le club fait venir les meilleurs joueurs du championnat hongrois, en leur permettant d'accéder à un grade d'officier sans même faire leur service militaire. Puskás et Bozsik voient ainsi arriver Kocsis, Grosics, Lóránt, Czibor, Budai, soit l'ossature de l'équipe de Hongrie des années 1950.
L'équipe ainsi formée est composée d'au moins huit joueurs évoluant régulièrement au sein de la sélection hongroise championne olympique en 1952 et vice-championne du monde en 1954. Le Honvéd est en cette époque de guerre froide un instrument politique des plus efficaces. Pour assurer son rôle de « défenseur de la patrie », l'équipe sillonne l'Europe en quête de gloire, jouant parfois plusieurs jours d'affilée.
L'équipe est à Paris lorsqu'éclate l'insurrection de Budapest de 1956. Arrivés peu de temps après à Vienne, à quelques kilomètres seulement de la frontière hongroise, les joueurs évoquent la possibilité de ne pas rentrer au pays. Le Honvéd multiplie alors les rencontres amicales et transforme la plupart de ses passages en véritables matchs d'anthologie (5-5 contre le Real Madrid, victoire 4-3 face au FC Barcelone...). Les meilleurs clubs européens font alors des offres mirobolantes aux meilleurs joueurs et le Mexique va jusqu'à proposer l'asile au club en lui offrant de disputer son championnat[réf. souhaitée]. Fin 1956, un vrai démêlé politique s'installe durant plusieurs semaines entre l'UEFA, la FIFA et Budapest quant au retour de l'équipe en Hongrie. Le gouvernement hongrois propose même d'offrir un bistrot à tous les joueurs rentrant au pays.
Le Honvéd est déclaré hors-la-loi par la FIFA lorsqu'en 1957 il part pour une tournée au Brésil. La tournée s'annonce désastreuse aux premiers abords car la fédération brésilienne déclare être prête à faire intervenir la police devant les stades où le club nouvellement « dépossédé » de son nom se produirait. Pourtant, le 19 juillet, le président Kubitschek assiste avec tout son gouvernement à un match opposant le « Honvéd » (jouant en blanc et sans écusson) au Flamengo. Lors des deux premiers matchs les opposant, les deux équipes gagneront chacune un match et sur le même score : 6-4. À noter que Flamengo s'associera avec Botafogo (battu 4-2 par Honvéd) lors d'un match pour enfin avoir raison des Magyars 6-2. La tournée en Amérique du Sud se terminera le 19 juillet 1957. 
Rentrés à Vienne en tant que réfugiés, les joueurs sont désormais de moins en moins nombreux, fatigués et plus qu'incertains lorsqu'ils évoquent l'avenir. Les meilleurs d'entre eux ayant toujours l'opportunité de s'engager dans les meilleurs clubs européens se verront mettre sous la menace d'interdictions de jouer. Les autres préféreront rentrer en Hongrie avec les quelques centaines de dollars mis de côté (un sévère interrogatoire et une suspension de plusieurs mois les y attendront). Le régime hongrois mettra 25 ans à pardonner à Ferenc Puskás, Sándor Kocsis et Zoltán Czibor d'avoir préféré la nationalité espagnole et la gloire qu'ils glanèrent après avoir écopé de leurs suspensions.
Le club connut une seconde période de succès dans les années 80, remportant un premier titre de champion en 1980 avec Lajos Tichy comme entraîneur, puis sept autres jusqu'en 1993. Le football hongrois a cependant reculé dans la hierarchie européenne entre-temps, et les parcours en Coupe des champions sont décevants : le club ne passe pas le cap les huitièmes de finale et subit notamment une humilation contre le Benfica Lisbonne en lors de l'édition 1990 (9-0 sur l'ensemble des deux matchs). Les joueurs majeurs de cette période sont Lajos Détári, Kálmán Kovács ou encore Márton Esterházy.
En 1991, dans le contexte de fin du régime communiste, le club renoua avec son nom initial et devint le Kispest Honvéd FC, ce fut cependant le début d'une période de déclin menant à une relégation en 2003, heureusement suivie d'une remontée en première division l'année suivante. Au XXIe siècle, Honvéd joua globalement les seconds rôles sur le plan national, remportant toutefois 3 coupes de Hongrie (2007, 2009, 2020), et le championnat lors de la saison 2016-2017 avec Marco Rossi, futur sélectionneur national, sur la banc. C'est à ce jour le dernier fait de gloire du club qui est à nouveau relégué en 2023 et ne parvient pas à retrouver sa place dans l'élite la saison suivante.

### Dates clés
- 1909 : fondation du club sous le nom de Kispest, Kispesti Athlétikai Club
- 1926 : le club est renommé Kispest, Kispest Football Club
- 1944 : le club est renommé Kispest, Kispesti Atlétikai Club
- 1949 : le club est renommé Bp. Honvéd, Budapesti Honvéd Sport Egyesület
- 1956 : 1re participation à une Coupe d'Europe de football (C1, saison 1956/57)
- 1991 : le club est renommé Kispest Honvéd, Kispest Honvéd Football Club
- 2003 : le club est renommé Bp. Honvéd, Budapest Honvéd Football Club

## Palmarès
| Compétitions nationales | Compétitions internationales       |
| - Championnat de Hongrie - Champion (13) : 1950, 1952, 1954, 1955, 1980, 1984, 1985, 1986, 1988, 1989, 1991, 1993 et 2017 - Coupe de Hongrie - Vainqueur (8) : 1926, 1964, 1985, 1989, 1996, 2007, 2009 et 2020 - Finaliste (10) : 1955, 1968, 1969, 1983, 1988, 1990, 1994, 2004, 2008 et 2019 - Supercoupe de Hongrie - Finaliste (3) : 1993, 2007 et 2009 | - Coupe Mitropa - Vainqueur : 1959 |

## Joueurs et personnalités du club

### Entraîneurs

Ancien logo du club

Le tableau suivant présente la liste des entraîneurs du club depuis 1935.
| Rang | Nom              | Période   |
| ---- | ---------------- | --------- |
| 1    | Béla Stalmach    | 1935-1937 |
| 2    | Ferenc Puskás I  | 1937-1942 |
| 3    | Pál Titkos       | 1942-1943 |
| 4    | István Szokodi   | 1944      |
| 5    | Ferenc Puskás I  | 1945-1947 |
| 6    | Béla Guttmann    | 1947-1948 |
| 7    | Ferenc Puskás I  | 1948-1951 |
| 8    | Jenő Kalmár      | 1952-1956 |
| 9    | Gábor Kiss       | 1957      |
| 10   | Károly Sós       | 1957-1960 |
| 11   | György Babolcsay | 1960-1962 |
| 12   | Gyula Lóránt     | 1962-1963 |
| 13   | Nándor Bányai    | 1963      |
| 14   | Mihály Kispéter  | 1963-1965 |
| 15   | József Bozsik    | 1966-1967 |
| 16   | György Babolcsay | 1967      |
| 17   | Kálmán Preiner   | 1968-1971 |
| 18   | György Babolcsay | 1971      |
| 19   | József Mészáros  | 1971-1973 |
| 20   | Lajos Faragó     | 1973-1974 |

| Rang | Nom               | Période   |
| ---- | ----------------- | --------- |
| 21   | Károly Lakat      | 1974-1976 |
| 22   | Lajos Tichy       | 1976-1982 |
| 23   | Imre Komora       | 1982-1986 |
| 24   | István Vági       | 1986      |
| 25   | Imre Komora       | 1987      |
| 26   | Bertalan Bicskei  | 1987-1988 |
| 27   | József Both       | 1989      |
| 28   | Sándor Haász      | 1990      |
| 29   | György Mezey      | 1990-1992 |
| 30   | József Verebes    | 1992      |
| 31   | Lajos Szurgent    | 1992      |
| 32   | Martti Kuusela    | 1992-1994 |
| 33   | Dimitri Davidović | 1994      |
| 34   | Mihály Kozma      | 1995      |
| 35   | Péter Török       | 1995-1996 |
| 36   | Bertalan Bicskei  | 1996-1997 |
| 37   | Károly Krémer     | 1997      |
| 38   | Zoltán Varga      | 1997      |
| 39   | Imre Komora       | 1997-1998 |
| 40   | György Gálhidi    | 1998-1999 |

| Rang | Nom             | Période   |
| ---- | --------------- | --------- |
| 41   | Imre Komora     | 1999      |
| 42   | Soós Reszeli    | 1999-2000 |
| 43   | Barnabás Tornyi | 2000-2001 |
| 44   | Lajos Szurgent  | 2001      |
| 45   | Róbert Glázer   | 2001      |
| 46   | Lajos Szurgent  | 2002      |
| 47   | Ioan Pătrașcu   | 2002      |
| 48   | József Fitos    | 2002      |
| 49   | Lajos Détári    | 2002      |
| 50   | Tibor Őze       | 2003      |
| 51   | József Duró     | 2003      |
| 52   | György Gálhidi  | 2003-2004 |
| 53   | György Bognár   | 2004      |
| 54   | Károly Gergely  | 2005      |
| 55   | Lajos Szurgent  | 2005      |
| 56   | Aldo Dolcetti   | 2005-2006 |
| 57   | Attila Supka    | 2006-2008 |
| 58   | László Vass     | 2008      |
| 59   | István Borgulya | 2008      |
| 60   | Gábor Pölöskei  | 2008-2009 |

| Rang | Nom                        | Période   |
| ---- | -------------------------- | --------- |
| 61   | Tibor Sisa                 | 2009      |
| 62   | Massimo Morales            | 2009-2010 |
| 63   | László Szalai              | 2010      |
| 64   | Attila Supka               | 2011-2012 |
| 65   | Marco Rossi                | 2012-2014 |
| 66   | Miklós Simon               | 2014      |
| 67   | Pietro Vierchowod          | 2014      |
| 68   | Jasper Adrianus de Muijnck | 2014      |
| 69   | József Csábi               | 2014-2015 |
| 70   | Marco Rossi                | 2015-2017 |
| 71   | Erik van der Meer          | 2017      |
| 72   | Attila Supka               | 2017-2019 |
| 73   | Giuseppe Sannino           | 2019-2020 |
| 74   | Tamas Bodog                | 2020-     |

### Joueurs emblématiques
- József Bozsik
- László Budai
- Zoltán Czibor
- Sándor Kocsis
- Ferenc Puskas
- Lajos Tichy